# Консиљо ди Румо
Консиљо ди Румо (итал. Consiglio di Rumo) је насеље у Италији у округу Комо, региону Ломбардија.
Према процени из 2011. у насељу је живело 1175 становника. Насеље се налази на надморској висини од 239 м.

## Становништво
| 1931. | 1936. | 1951. | 1961. | 1971. | 1981. | 1991. | 2001. | 2011. |
| ----- | ----- | ----- | ----- | ----- | ----- | ----- | ----- | ----- |
| 950   | 1.013 | 1.125 | 1.201 | 1.181 | 1.136 | 1.120 | 1.175 | 1.202 |